# Gądki (Jasło)
Gądki – część miasta Jasło, do 1972 samodzielna wieś. Leży na południowy zachód od centrum miasta, wzdłuż ulicy o nazwie Gądki.

## Historia
Dawniej wieś i gmina jednostkowa w powiecie jasielskim, za II RP w woј. krakowskim. W 1934 w nowo utworzonej zbiorowej gminie Jasło, gdzie utworzyła gromadę. Część Gądek włączono do Jasła już 1 kwietnia 1934.
Podczas II wojny światowej w gminie Jaslo w powiecie Jaslo w dystrykcie krakowskim (Generalne Gubernatorstwo). Liczyły wtedy 427 mieszkańców.
Po wojnie znów w gminie Jasło w powiecie jasielskim, w nowo utworzonym województwie rzeszowskim. Jesienią 1954 zniesiono gminy tworząc gromady. Gądki weszły w skład nowo utworzonej gromady Niegłowice, gdzie przetrwały do końca 1972 roku, czyli do kolejnej reformy gminnej.
1 stycznia 1973 Gądki włączono do Jasła.